# Dino Riders

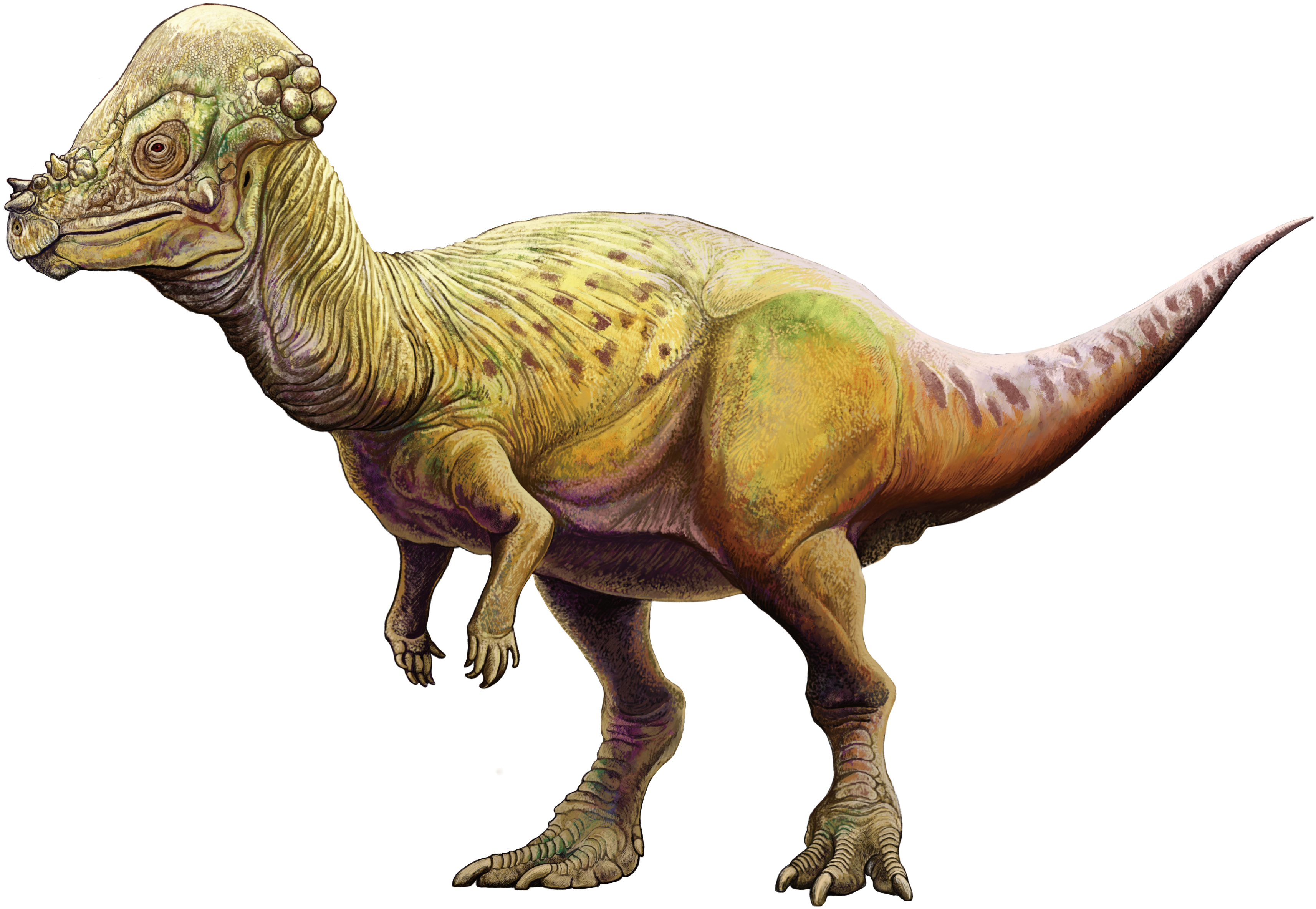
Le pachycéphalosaurus est chevauché par Tagg lHeroic Dino-Rider

Dino Riders (Dino-Riders) est une série télévisée d'animation américano-canadienne en 14 épisodes de 23 minutes, créée par Paul Kirschner, produite par Marvel Productions, animée en Corée du Sud par Hanho Heung-Up et AKOM  et diffusée entre le 2 octobre et le 31 décembre 1988 en syndication.
En France, les treize premiers épisodes ont été diffusés en 1989 sur TF1 et rediffusés sur La Cinq.
La propriété de la série est passée à Disney en 2001 lorsque Disney a acquis Fox Kids Worldwide, qui comprend également Marvel Productions. Mais la série n'est pas disponible sur Disney+,,.

## Synopsis
La série raconte l'histoire des Valoriens, une paisible race d'humains aux pouvoirs télépathiques dont la planète, Valoria, est menacée par l'invasion de l'Empire Rulon, une race animale humanoïde belliqueuse et cruelle. 400 survivants Valoriens seulement parviennent à s'échapper grâce à l'expérimental S.T.E.P. (Space-Time Energy Projector pour "projecteur d'énergie espace-temps") et se retrouvent propulsés sur la planète Terre, alors en période Jurassique. Cependant, l'Empereur Krulos et ses principaux lieutenants se retrouvent accidentellement projetés à leur tour sur la planète Terre par le rayon du S.T.E.P.
À nouveau face-à-face dans cet outre-monde, les Valoriens et les Rulons vont une fois de plus se livrer bataille. Coincés dans cette planète sauvage, les combattants n'ont d'autres choix que de recruter les dinosaures comme montures, qu'ils vont alors, tels des véhicules, équiper de blindage et d'armes lourdes, notamment des canons laser. 
Si les Valoriens utilisent leur pouvoir télépathique pour dompter et domestiquer les dinosaures, en revanche Krulos et ses troupes ont recours au contrôle mental. Les dinosaures servant les Rulons sont capturés grâce à des pièges et sont immédiatement coiffés de lourds casques métalliques - les boîtes à crâne - contenant le dispositif asservissant. Ces casques de contrôle deviennent une cible de premier ordre pour les Valoriens qui n'ont alors plus qu'à débarrasser les dinosaures de leur dispositif pour leur rendre leur liberté et se soulever contre leurs maîtres indélicats.

## Doublage

### Voix anglaises
- Dan Gilvezan : Questar
- Noelle North : Serena
- Chris Latta : Rasp
- Charles Adler : Hammerhead
- Frank Welker : Glyde
- Peter Cullen : Antor
- Rob Paulsen : Faze
- Jack Angel, Cam Clarke, Townsend Coleman, Joe Colligan, Ike Eisenmann, Patrick Pinney : voix supplémentaires

### Voix françaises

#### Doublage télévisé
- Marc François : Questar
- Danièle Douet : Serena
- Serge Bourrier : Rasp et Turret
- Emmanuel Curtil : Llahd et Yungstar
- Jean Violette : Mind-Zei et Gunnur
- Michel Barbey : Krulos

#### Doublage vidéo
- Bernard Métraux : Questar
- Caroline Beaune : Serena
- Thierry Ragueneau : Yungstar et Ikon
- Marie-Laure Beneston : Llahd
- Jacques Deschamps : Gunnur, Rasp et Skate
- Georges Atlas : Mind-Zei et Krulos
- Marc Alfos : Vector, Krok et Antor

## Fiche technique
- Réalisation : Steven Hahn, Ray Lee
- Character design : Steve Gordon
- Mecha design : William Stout
- Musiques : Haïm Saban, Udi Harpaz
- Animation : Hanho Heung-Up (ep. 1-2) et AKOM (ep. 3-14) (Corée du Sud)
- Production : Marvel Productions (USA)

## Personnages

### DinoRiders (Valoriens)
Les Valoriens, aussi appelés les DinoRiders parce qu'ils "chevauchent" les dinosaures comme des cavaliers, ressemblent trait pour trait à des humains de type caucasien, leur chef Questar est blond.
- Questar : Meneur des Valoriens.
- Yungstar : Jeune homme courageux qui passe souvent à l'action il est un sacré tireur.
- Serena : La seule Femme du groupe.
- Gunner : Le vétéran du groupe. Expert en stratégie militaire.
- Turret : Le technicien du groupe.
- Mind-Zei : Le plus vieux des Valoriens il est aveugle mais il garde un calme serein.
- Llahd : Le plus jeune du Groupe.
- Icon : Il est le plus expert des Valoriens, il est le bras droit de Questar.
- Tagg : Officier Valorien.
- Aero : Rival de Yungstar.
- Vector : Autre bras droit de Questar.

### Rulons (Vipers/Sharrkurs/Antmen)
Les Rulons, commandés par l'humanoïde à tête de crapaud, Krulos, sont composés de différentes races et sont tous de sexe masculin. Les principales races sont les Vipers ("vipères"), qui ont la peau verte olive et une tête de cobra, les Sharrkurs ("requins") à la peau bleue et la tête de requin-marteau, et enfin les Antmen ("homme-fourmis") qui eux ont une tête de fourmi et la peau brune.
- Krulos : Souverain de l'Empire Rulon à tête de crapaud.
- Krok : Soldat Rulon à tête de crocodile.
- Rasp : Soldat Rulon à tête de cobra.
- Hammerhead : Soldat Rulon à tête de requin-marteau.
- Antor : Soldat Rulon à tête de fourmi.
- Skate : Soldat Rulon à tête de raie.
- Lokus : Soldat Rulon à tête de sauterelle.

### Dinosaures
Sur Terre, la présence simultanée des différentes espèces de dinosaures seraient anachroniques. Certaines créatures, le tricératops ou le tyrannosaurus rex, sont de l'ère Crétacé, tandis que certaines, comme le kentrosaurus, sont du Jurassique et que d'autres dont le placerias sont du Trias.Dans l'épisode Aventure de l'âge de glace (Ice Age Adventure) on retrouvera d'autres espèces préhistorique de l'ère pléistocène, comme le mammouth. Le téléspectateur doit en être informé, avant de se faire une fausse idée. Cependant, l'action se passe sur une autre planète, donc la réalité aura été tordue pour des raisons évidemment mercantile, afin de montrer un maximum de modèles de jouets, à l'écran.

#### DinoRiders
- diplodocus
- deinonychus
- quetzalcoatlus
- styracosaurus
- ptérodactyle
- brontosaure
- torosaurus
- edmontonia
- stégosaure
- pachycéphalosaurus
- struthiomimus
- dimétrodon
- protocératops
- pachyrhinosaurus
- chasmosaurus

#### Rulons

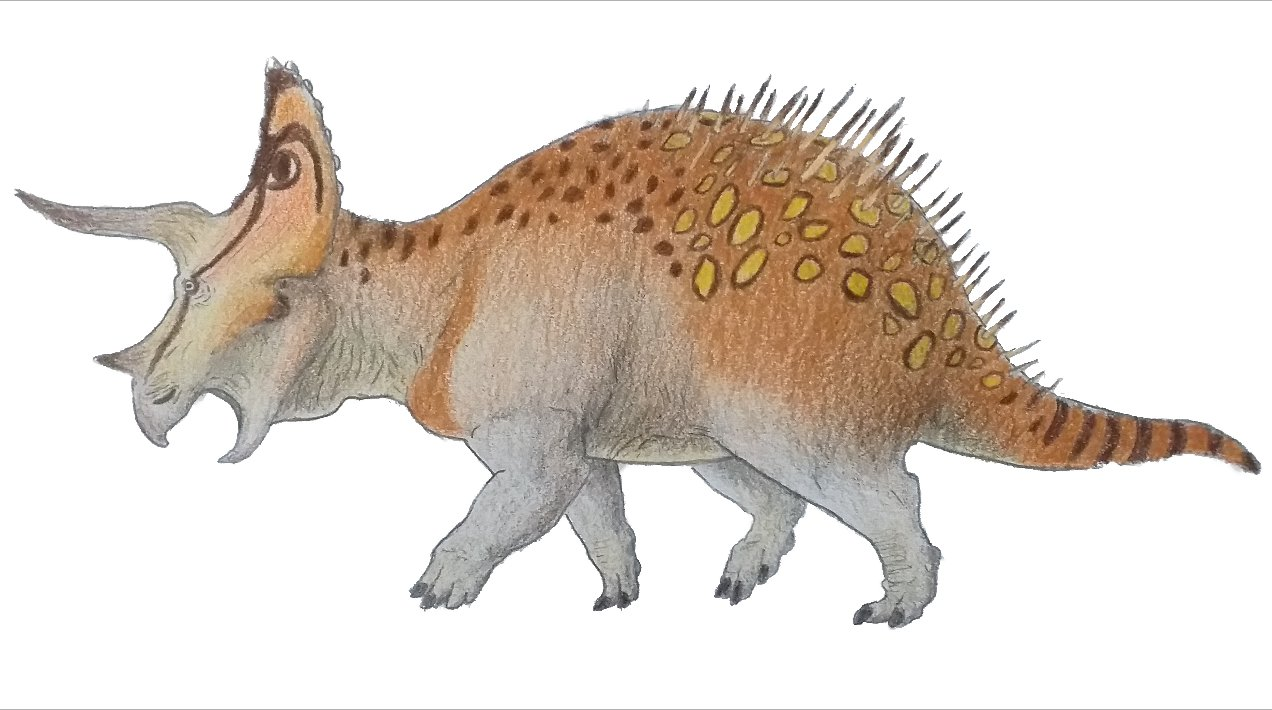
Le tricératops constitue le gros des troupes Rulons.

- tyrannosaure
- tricératops
- deinonychus
- ptéranodon
- monoclonius
- ankylosaure
- saurolophus
- kentrosaurus
- placerias
- quetzalcoatlus

#### Âge de Glace
- mammouth
- Smilodon
- Megatherium
- Andrewsarchus

## Épisodes
1. Le début de l'aventure
2. La revanche des Rulons
3. Le grand troupeau
4. Dans le beau ciel de la Terre
5. Les alliés de poids
6. T-Rex
7. Krulos
8. L'otage
9. La fête nationale
10. Le chemin de la sagesse
11. Les spécialistes
12. Bataille pour le Brontozaure
13. Un vrai chef
14. Aventure de l'âge de glace (Ice Age Adventure) (sortie vidéo)

## Commentaires
Cette série était destinée à promouvoir la gamme de jouet éponyme du fabricant de jouets américain Tyco Toys. Aux États-Unis, les épisodes sont rapidement sortis en vidéo (VHS), en Europe ils sont désormais disponibles en DVD.

## Produits dérivés

### Jouets

#### Vus à la télé
Sur le modèle de M.A.S.K., série animée également créé à but mercantile et promotionnel, les Dino Riders sont avant tout une gamme de figurines et véhicules, ici des dinosaures du Jurassique, Mattel.

#### Gamme
- Series 1
- Series 2
- Series 3
- Âge de Glace

### Bande dessinée
Chaque emballage de jouet contenait un des deux volumes de la mini bande-dessinée Dino Riders, dessinée dans le style graphique du comics américain.